# 崇宁真君庙牌楼
崇宁真君庙牌楼，位于中国河北省石家庄市振头村，为石家庄市郊区的一个省级文物保护单位，类型为古建筑，公布时间为1993年7月15日。
崇宁真君庙牌楼的历史年代为明代。